# Torcy (Pas-de-Calais)
Torcy ist eine Gemeinde im französischen Département Pas-de-Calais in der Region Hauts-de-France. Sie gehört zum Kanton Fruges im Arrondissement Montreuil. Torcy liegt am Flüsschen Créquoise. Nachbargemeinden sind Créquy im Norden, Sains-lès-Fressin im Südosten und Royon im Südwesten.

## Bevölkerungsentwicklung
| Jahr      | 1962 | 1968 | 1975 | 1982 | 1990 | 1999 | 2008 | 2014 |
| --------- | ---- | ---- | ---- | ---- | ---- | ---- | ---- | ---- |
| Einwohner | 179  | 166  | 164  | 144  | 166  | 142  | 162  | 161  |

## Sehenswürdigkeiten

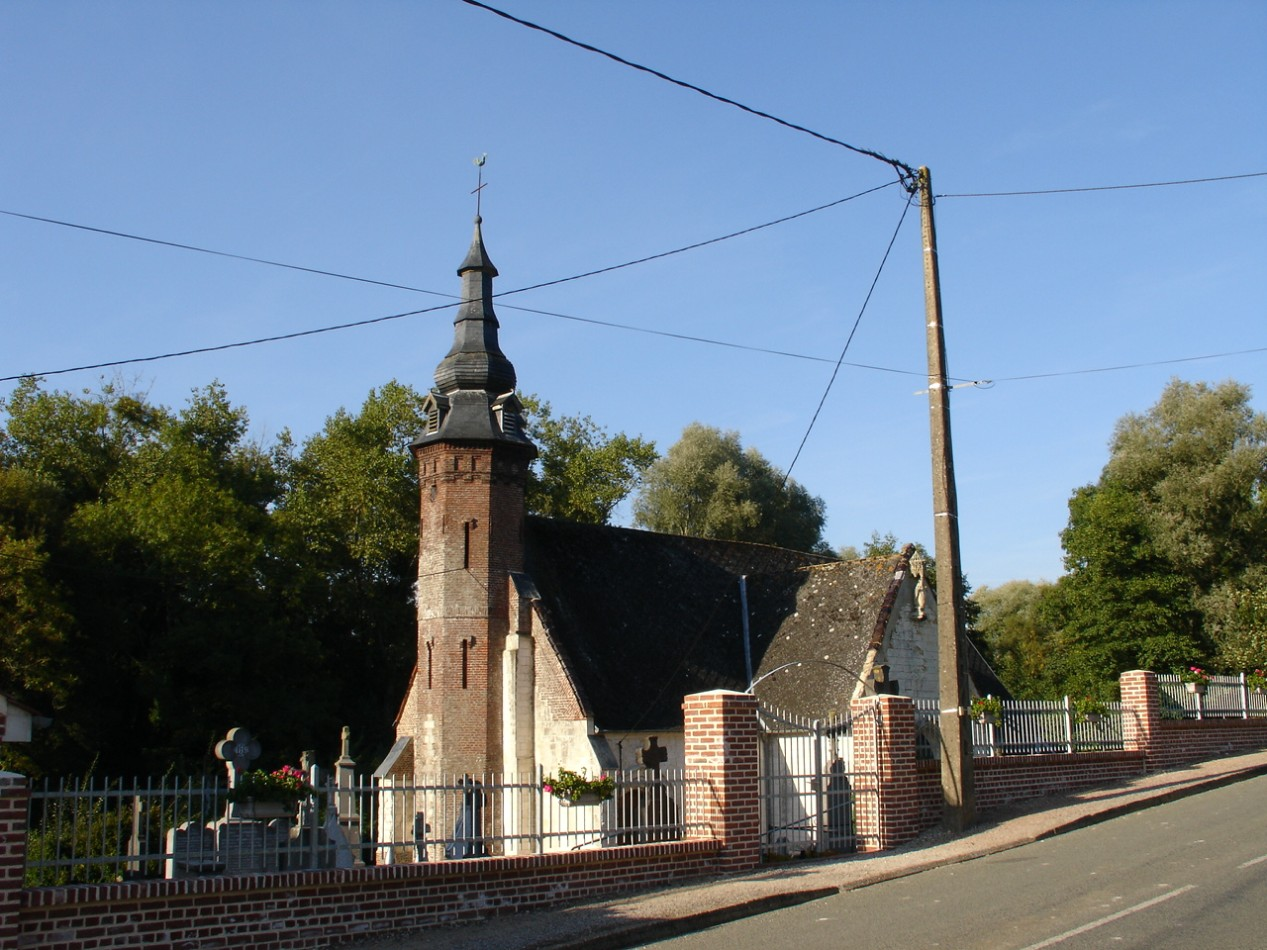
Kirche Saint-Éloi

- Kriegerdenkmal
- Kirche Saint-Éloi